# Championnat du monde des rallyes-raids 2014
Navigation
2013 2015
Le championnat du monde des rallyes-raids 2014 est la 12e édition du championnat du monde des rallyes-raids organisée par la Fédération internationale de motocyclisme. Il comporte 6 manches au calendrier.

## Calendrier et règlement

### Manches du championnat[1]
- Le Abu Dhabi Desert Challenge aux Émirats arabes unis.
- Le Sealine Cross Country Rally au Qatar.
- Le Rallye des Pharaons en Égypte.
- Le Sardegna Rally Race (en) en Italie.
- Le Rallye dos Sertões au Brésil.
- Le rallye du Maroc au Maroc.

## Résultats
| Manche | Rallye                                                        | Podium | Podium                  | Podium               | Podium                      |
| Manche | Rallye                                                        | Pos.   | Pilote                  | Pilote F             | Pilote Quad                 |
| ------ | ------------------------------------------------------------- | ------ | ----------------------- | -------------------- | --------------------------- |
| 1re    | Abu Dhabi Desert Challenge 4 -10 avril résultats détaillés    | 1er    | Paulo Gonçalves         | Camélia Liparoti     | Rafał Sonik                 |
| 1re    | Abu Dhabi Desert Challenge 4 -10 avril résultats détaillés    | 2e     | Marc Coma               | Anastasiya Nifontova | Sergey Karyakin             |
| 1re    | Abu Dhabi Desert Challenge 4 -10 avril résultats détaillés    | 3e     | Joan Barreda Bort       |                      | Mohamed Abu Issa            |
|        |                                                               |        |                         |                      |                             |
| 2e     | Sealine Cross-Country Rally 20 - 25 avril résultats détaillés | 1er    | Joan Barreda Bort       |                      | Mohamed Abu Issa            |
| 2e     | Sealine Cross-Country Rally 20 - 25 avril résultats détaillés | 2e     | Marc Coma               |                      | Rafał Sonik                 |
| 2e     | Sealine Cross-Country Rally 20 - 25 avril résultats détaillés | 3e     | Hélder Rodrigues        |                      |                             |
|        |                                                               |        |                         |                      |                             |
| 3e     | Rallye des Pharaons 18 - 25 mai résultats détaillés           | 1er    | Juan Carlos Salvatierra |                      | Rafał Sonik                 |
| 3e     | Rallye des Pharaons 18 - 25 mai résultats détaillés           | 2e     | Nicolas Cardona         |                      | Eduardo Marcos Echaniz      |
| 3e     | Rallye des Pharaons 18 - 25 mai résultats détaillés           | 3e     | Rafael Eraso            |                      | Stefano Dalla Valle         |
|        |                                                               |        |                         |                      |                             |
| 4e     | Sardegna Rally Race (en) 7 - 12 juin résultats détaillés      | 1er    | Alessandro Botturi      | Serena Ghione        | Rafał Sonik                 |
| 4e     | Sardegna Rally Race (en) 7 - 12 juin résultats détaillés      | 2e     | Marc Coma               | Mirjam Pol           | Alexandre Jonchère          |
| 4e     | Sardegna Rally Race (en) 7 - 12 juin résultats détaillés      | 3e     | Gerard Farrés           | Camélia Liparoti     | Stéphane Marthoud           |
|        |                                                               |        |                         |                      |                             |
| 5e     | Rallye dos Sertões 21 - 30 août résultats détaillés           | 1er    | Marc Coma               | Moara Sacilotti      | Robert Naji Nahas           |
| 5e     | Rallye dos Sertões 21 - 30 août résultats détaillés           | 2e     | Paulo Gonçalves         |                      | Rafał Sonik                 |
| 5e     | Rallye dos Sertões 21 - 30 août résultats détaillés           | 3e     | Jean de Azevedo         |                      | Antonio Gonçalves Rosa Neto |
|        |                                                               |        |                         |                      |                             |
| 6e     | Rallye du Maroc 3 - 9 octobre résultats détaillés             | 1er    |                         |                      |                             |
| 6e     | Rallye du Maroc 3 - 9 octobre résultats détaillés             | 2e     |                         |                      |                             |
| 6e     | Rallye du Maroc 3 - 9 octobre résultats détaillés             | 3e     |                         |                      |                             |
|        |                                                               |        |                         |                      |                             |
|        | Classement mondial                                            | 1er    |                         |                      |                             |
|        |                                                               |        |                         |                      |                             |